# Vlado Čech
Vladimír Čech, detto Vlado (Praga, 1º settembre 1949 – Praga, 21 luglio 1986), è stato un batterista rock ceco e membro della band Blue Effect.
Ha iniziato la sua carriera musicale nel 1967 nel gruppo amatoriale The Ducks. È apparso brevemente nel gruppo Apollobeat e ha suonato anche nel gruppo musicale New Force, dove ha incontrato Vladimír Mišík. Nell'autunno del 1968, insieme a Mišík, divenne membro del nuovo gruppo Blue Effect, dove lavorò fino al 1981. Poi, insieme a Lešek Semelka, fondò il gruppo musicale S.L.S., nel quale rimase per tre anni. Nel 1984 ritornò nel gruppo Blue Effect, ma a causa di problemi di lunga data con l'alcolismo, smise di suonare attivamente nell'estate del 1985.